# Nassella gigantea
Nassella gigantea là một loài thực vật có hoa trong họ Hòa thảo. Loài này được (Steud.) Muñoz-Schick mô tả khoa học đầu tiên năm 1990.